# بوب شولتز
بوب شولتز (بالإنجليزية: Bob Schultz)‏ هو لاعب كرة قاعدة أمريكي، ولد في 27 نوفمبر 1923 في لويفيل في الولايات المتحدة، وتوفي في 31 مارس 1979 في ناشفيل في الولايات المتحدة.

## وصلات خارجية
- بوب شولتز على موقع دوري كرة القاعدة الرئيسي (الإنجليزية)
- بوب شولتز على موقعبيزبول رفرنس.كوم (الدوري الرئيسي) (الإنجليزية)
- بوب شولتز على موقعبيزبول رفرنس.كوم (الدوري الثانوي) (الإنجليزية)